# 飛水峡信号場

構内配線図　A:上麻生　B:白川口

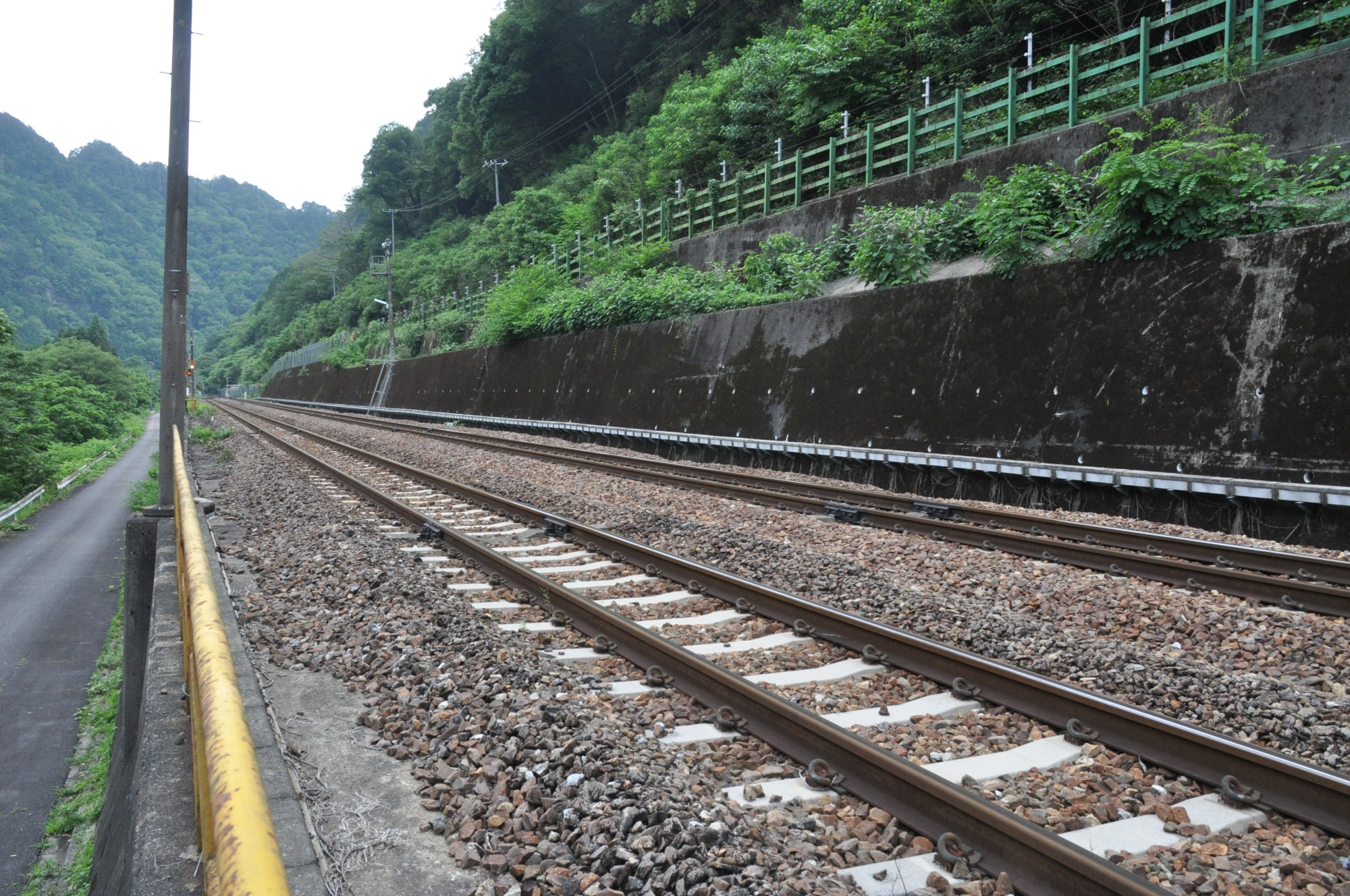
飛水峡信号場

飛水峡信号場（ひすいきょうしんごうじょう）は、岐阜県加茂郡七宗町上麻生にある、東海旅客鉄道（JR東海）高山本線の信号場である。

## 歴史
- 1968年（昭和43年）9月25日：日本国有鉄道（国鉄）により開設[1]。
- 1987年（昭和62年）4月1日：国鉄分割民営化により、JR東海が継承[1]。

## 構造
上麻生駅より白川口駅方向に約2.7kmにある2線を持つ単線行き違い型信号場である。
両開き分岐器を使用しているため、分岐器通過時は速度制限を受ける。
側道に階段があり、その階段を上ると信号所にたどり着くことができる。

## 周辺
山間部である。飛騨川沿いの渓谷（飛水峡）であり、対岸には国道41号が通る。

## 隣の施設
東海旅客鉄道（JR東海）
CG 高山本線
上麻生駅 - 飛水峡信号場 - 白川口駅